# 경상북도문화재연구원
경북문화재단은 민족문화유산(지정문화재, 비지정 문화재, 매장문화재를 포함한다)의 보호․보존, 조사․연구, 수장․전시 및 그 활용을 통해 민족문화를 전승·보급하고 아울러 문화유산의 총체적인 보존관리체제의 확립을 목적으로 1997년 12월 19일 설립된 문화체육관광부 소관의 재단법인이다. 주사무소는 경상북도 예천군 호명읍 수변로 125, 4층 (서진타워)에, 문화재연구원 및 박물관은 경상북도 영천시 금호읍 원제2길 38에 있다.

## 주요 사업
- 문화유산의 보호, 보존운동
- 문화유산 조사, 연구 및 자료발간
- 문화유산 보존처리 및 수장전시
- 전문인력의 양성 및 재교육
- 기타 본 법인의 목적을 달성하기 위하여 필요한 사업